# القناة القمية الأبهرية

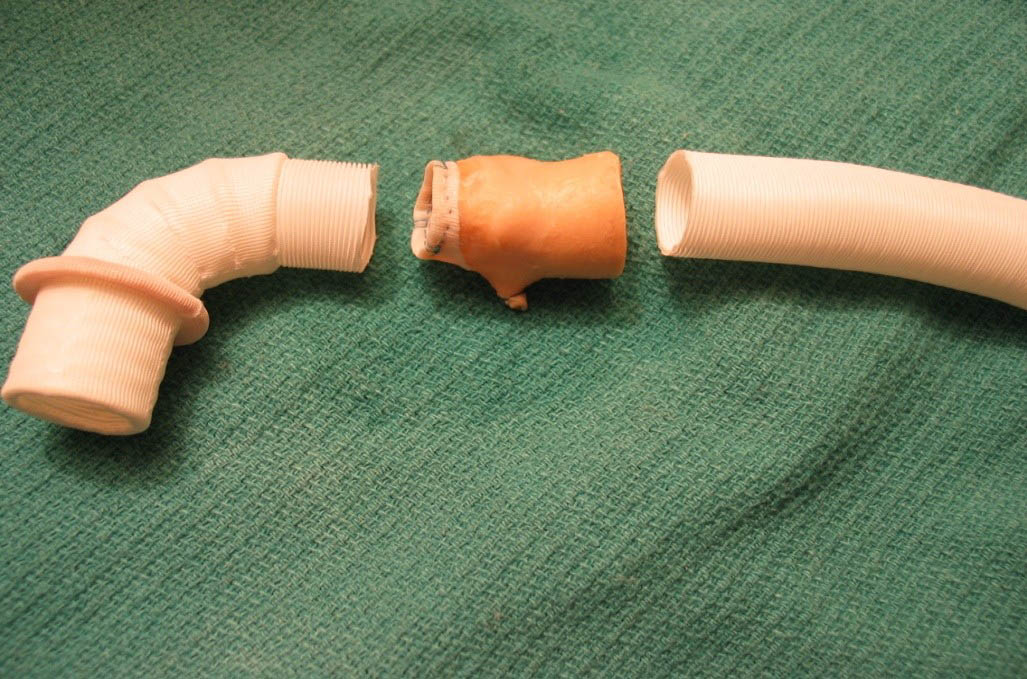
مكونات زرعة التحويلة الصمامية الأبهرية: موصل هانكوك، وصمام ميدترونيك فريستايل (بالإنجليزية Medtronic Freestyle) الخنزيري. يخيطها الجراح معًا على الطاولة الخلفية داخل غرفة العمليات.

القناة القمية الأبهرية، المعروفة أيضًا بالتحويلة الصمامية الأبهرية، هي إجراء جراحي قلبي صدري يخفف الأعراض الناجمة عن انسداد تدفق الدم من البطين الأيسر. يحدث انسداد مجرى تدفق البطين الأيسر بسبب تضيق الصمام الأبهري (تضيق الأبهر) والاضطرابات الصمامية الأخرى. تعمل القناة القمية الأبهرية أو التحويلة الصمامية الأبهرية على تخفيف انسداد تدفق الدم عن طريق إضافة صمام حيوي صنعي إلى الدوران الجهازي من أجل تقليل الحمل على الصمام الأبهري. عندما تُزرَع قناة أبهرية قمية يستمر الدم بالتدفق من القلب عبر الصمام الأبهري. بالإضافة إلى ذلك، يتجاوز تدفق الدم الصمام الأصلي، ويخرج من القلب عبر القناة الصمامية المزروعة. إن هذا الإجراء فعال في تخفيف ممال الضغط الزائد عبر الصمام الطبيعي. يمكن أن يكون ممال الضغط المرتفع عبر الصمام الأبهري خلقيًا أو مكتسبًا. يؤدي انخفاض ممال الضغط إلى تخفيف الأعراض.

## التكوين
يصور الشكل تكوينًا نموذجيًا قميًا أبهريًا مع موصل بطين أيسر مُخاط إلى قمة القلب، وقناة تحتوي على صمام حيوي صنعي مفاغرة إلى الأبهر الصدري النازل. يخرج الدم من البطين الأيسر إما من خلال الصمام الطبيعي أو قناة التحويلة.

## تاريخ
اقترح كاريل مفهوم القناة الأبهرية من أجل تجاوز تضيق الصمام الأبهري عام 1910، وأجراها سارنوف وزملاؤه تجريبيًا على الكلاب عام 1955. في 1962 - 1963، زرع تيمبلتون زرعات اصطناعية مماثلة لتلك التي وصفها في الأصل سارنوف لدى خمسة مرضى يعانون من تضيق الصمام الأبهري الشديد؛ بقي مريض واحد على قيد الحياة أكثر من 10 سنوات. عام 1975، أبلغ برنارد وزملاؤه عن إعادة جراحة زُرِعت فيها قناة بين البطين الأيسر والأبهر الصدري. طُوِّر هذا الإجراء أيضًا في أواخر السبعينيات بوصفه طريقة لعلاج انسداد مجرى تدفق البطين الأيسر المعقد عند الأطفال والشباب. لم تعد القناة القمية الأبهرية تُجرَى لدى الأطفال لأن إجراء روس قد حل محلها.
اليوم، تُجرَى القناة القمية الأبهرية سريريًا لدى مرضى تضيق الأبهر المسنين، وقد اكتسبت شعبية في السنوات الأخيرة. في السنوات الخمس والعشرين الماضية، نُشِر عدد من سلاسل الحالات الخاصة بالبالغين. اعتبارًا من عام 2010، كان العدد الإجمالي التقديري لحالات القناة القمية الأبهرية التي تُجرَى في جميع أنحاء العالم خلال الثلاثين عامًا الماضية أكثر من 1500. لم يُعتمَد هذا الإجراء على نطاق واسع لأنه يمثل تحديًا تقنيًا، وقد يكون فقدان الدم كبيرًا. أصعب جزء من الإجراء هو إدخال موصل البطين الأيسر في قمة القلب.

## أجهزة
تتطلب القناة القمية الأبهرية زرعات وأدوات تركيب متخصصة. طورت مختبرات هانكوك، التي أصبحت الآن جزءًا من مديترونيك، وأطلقت مجموعة من موصلات البطين الأيسر، والقنوات ذات الصمامات، ومبازل التثبيت، في سبعينيات القرن الماضي. استخدِمت موصلات البطين الأيسر من نوع هانكوك، بأقطار داخلية تترواح ما بين 12 و22 مم، سريريًا في الغالبية العظمى من إجراءات القناة القمية الأبهرية المذكورة في الأدب الطبي. بالنسبة للقناة ذات الصمامات، استخدم الجراحون ميدترونيك هانكوك نموذج 105 أو قناة ذات صمام نموذج 150 تحتوي على صمام أبهري خنزيري بالكامل. شكّل جراحون آخرون قنوات ذات صمامات على الطاولة الخلفية باستخدام مجموعة متنوعة من الصمامات الحيوية مثل صمام ميدترونيك فريستايل. نادرًا ما تستخدم مبزل هانكوك لعمل ثقب في البطين الأيسر سريريًا. يجمع الجراحون عادةً أدواتهم الخاصة لتكوين اللب وإزالة سدادة العضلات من جدار البطين الأيسر.
عام 2011، أصدر كوريكس (والتهام، ماساتشوستس) مجموعة كاملة من أجل التحويلة الصمامية الأبهرية مع أداة التثبيت التي تمكن من حفر وإدخال موصل البطين الأيسر إلى القلب النابض مع الحفاظ على الإرقاء. المجازة القلبية الرئوية غير مطلوبة. تحمل المجموعة علامة CE، وهي متوفرة في أوروبا. أجريت العديد من الحالات في كندا بموجب برنامج الوصول الخاص. هذه المجموعة غير متاحة حاليًا للاستخدام أو البيع في الولايات المتحدة.